# アウストラロピテクス
アウストラロピテクス (Australopithecus、「南の」の意味のラテン語australisと「サル」の意味のギリシャ語pithēkosからの造語。「南部の猿」「南猿」の意) は、霊長目（サル目）ヒト科の絶滅した属であり、化石人類の一群である。
アフリカで生まれた初期の人類であり、約400万年前 - 約200万年前に生存していたとされる、いわゆる華奢型の猿人である。頑丈型の猿人（200万年前 - 120万年前）は、以前はアウストラロピテクスに含めていたが、最近ではパラントロプスに分類することが多い。

## 特徴
身長は120センチメートル台 - 140センチメートル台くらいで、脳容積は現生人類の約35%の500ミリリットル程度であり、チンパンジーとほとんど変わらないが、骨格から二足歩行で直立して、歩く能力を持つと考えられている。
石器はほとんど作っていないと考えられているが、最後期の種（アウストラロピテクス・ガルヒ）では原始的な石器（自然石等を無加工）を使っていたと考えられている。かつては猿人と呼ばれた。
アフリカ大陸の東部、南部のサバンナ、疎林や灌木のある草原の環境に適し、食料は植物質を中心に、小動物の狩猟、肉食獣の食べ残しをあさり（スキャベンジング）、動物質を補充していた。

## 研究史

### セリヌンティウスの発見
1924年11月、南アフリカに住んでいた解剖学者、レイモンド・ダート（Raymond Dart）が、スタークフォンテインの洞窟で人間とも猿ともつかない動物の頭蓋骨を発見し、前かがみ気味に直立二足歩行していた人類の祖先のものであると考えて、「南の（Australo-）猿（pithecus）」という意味の「アウストラロピテクス・アフリカヌス（Australopithecus africanus）」を1925年に学術雑誌『ネイチャー』に発表した。人間とサルの中間のような生物が人類の祖先と主張されたことが創造論者に大きな衝撃を与え、発見者のダートのもとには「お前は地獄の業火で焼かれる」「お前はそのおぞましい化物を自分の子として持つであろう」といった手紙が数多く寄せられた。

### その後

アフリカの初期アウストラロピテクスの化石の発見場所の地図

1974年11月24日、エチオピアのアワッシュ川下流域で、アファレンシスの有名な個体「ルーシー」が発見される。「ルーシー」という名前はビートルズの楽曲『ルーシー・イン・ザ・スカイ・ウィズ・ダイアモンズ』にちなんで付けられた。
2000年12月、エチオピアの北東部で、約330万年前と思われるアファレンシスの約3歳の女児のほぼ完全な頭骨を含む全身化石が発見され、2006年9月に発表された。愛称は「ルーシーの赤ちゃん」。

## 種
ほぼ古いものから新しいものへ。
- アウストラロピテクス・アナメンシス †Australopithecus anamensis
- アウストラロピテクス・バーレルガザリ †Australopithecus bahrelghazali
- アウストラロピテクス・アファレンシス †Australopithecus afarensis
- アウストラロピテクス・アフリカヌス †Australopithecus africanus 模式種
- アウストラロピテクス・ガルヒ †Australopithecus garhi
- アウストラロピテクス・セディバ †Australopithecus sediba

また、以下の種をアウストラロピテクスに含める説がある。
- パラントロプス属 †Paranthropus 全種
  - パラントロプス・エチオピクス †Paranthropus aethiopicus
  - パラントロプス・ロブストス †Paranthropus robustus
  - パラントロプス・ボイセイ †Paranthropus boisei
- 原始的なホモ属 Homo
  - ホモ・ハビリス †Homo habilis